# Виктор Таймли
Мэр Ви́ктор Та́ймли (англ. Victor Timely) — вымышленный персонаж американских комиксов издания Marvel Comics.
Является альтернативной версией путешественника во времени Натаниэля Ричардса, потомка одноименного учёного, чьими альтернативными личностями были также фараон Рамма-Тут, Алый Центурион, Канг Завоеватель и Железный парень / Кид Иммортус. В 1901 году, Таймли основывает небольшой тихий городок Таймли (штат Висконсин), который становится базой для его будущего «Я» в 20 веке. Он становится промышленным противником Генри Форда и Томаса Эдисона и затем инсценирует свою смерть и выдаёт себя за собственного сына Виктора Таймли-младшего (а затем и внука Виктора Таймли III). Обучает Финеаса Хортона и создаёт оригинального Человека-факела. Затем, во время событий комикса Kang Dynasty, Таймли становится Канг Праймом.
Дебют персонажа в кино состоялся в фильме «Человек-муравей и Оса: Квантомания» (2023) в исполнении Джонатана Мейджорса и он официально вернётся во втором сезоне мини-сериала «Локи» (2021).

## История публикаций
Виктор Таймли впервые появился в комиксе The Avengers Annual # 21 и был создан Питером Сандерсоном и Ричем Янисеки. В связи с событиями «Саги о Небесной Мадонне» каждое действие Канга Завоевателя, фараона Рамма-Тута и Иммортуса из-за действий «Канг Прайма» приводит к тому, что каждый из них, отправившись в прошлое, создаёт альтернативные версии себя, каждая из которых стремится управлять своими альтернативными империями и продолжать свои собственные планы, при этом Виктор Таймли также расходится с событиями комикса Avengers Forever.

## Вымышленная биография
В неопределённый момент своей личной хронологии, униженная альтернативная версия Канга Завоевателя решает покинуть XXI век и отправиться покорять XX век. Он перемещается в прошлое, в 1 января 1901 года, и основывает город Таймли (штат Висконсин), отращивает усы и берёт себе новое имя «Виктор Таймли», став мэром города. Создав корпоративную империю «Timely Industries», он строит ряд заводов по производству обычных машин, опережая Генри Форда и Томаса Эдисона, а работникам своей компании прививает непоколебимую преданность и знания в области робототехники. Впоследствии Таймли использует свой город для создания Хронополиса, призванного служить штаб-квартирой всех будущих версий самого себя. Крепость, первоначально ограниченная самим городом, постепенно разрастается из пространства и времени в окрестности Лимб, превращаясь в перекрёсток между прошлым, настоящим и будущим, где можно перемещаться между всеми временными периодами без использования машины времени, доступной через портал. Во время отсутствия в Хронополисе, Таймли заменяют роботы-стенды, дистанционно управляемые искусственным интеллектом — копиями его самого, которые со временем стареют и умирают, что позволяет ему бесконечно инсценировать свою смерть и в дальнейшем выступать в качестве сына Виктора Таймли-младшего.
В 1929 году Таймли нанимает Финеаса Хортона для разработки технологии, которая позволила ему в итоге создать оригинального Человека-факела к 1939 году, что позволило Таймли получить «тайный ход» для контроля над андроидом. К 1980-м годам, представляясь теперь своим внуком Виктором Таймли III, технология «Timely Industries» распространяется на меры безопасности в здании Бакстера и Башне Мстителей, а также на роботизированные конечности всех киборгов во Вселенной Marvel, в частности Мисти Найт и Детлока, что позволило ему контролировать их действия и в конечном итоге заменить Канг Прайма на его прежнее имя, превратив их в Анахронавтов, его солдат в Хронополисе, предоставив Таймли (теперь Канг Прайму) контроль над Стражами в комиксе Kang Dynasty.

## Силы и способности
Будучи обычным человеком, Виктор Таймли не обладает сверхспособностями, однако он обладает гениальным интеллектом и обширными знаниями о истории XX века, что позволило ему доминировать в производственно-механической промышленности того времени, а также создать ряд роботов-дубликатов самого себя, чтобы публично представлять себя стареющим и скрывать своё бессмертие от общественности, выдавая себя за собственных сыновей, и давать своим будущим «Я» преимущество перед их противниками.

## Реакция
В 2023 году Comic Book Resources включил Виктора Таймли в список четырнадцати лучших воплощений Канга Завоевателя.

## В других медиа

Виктор Таймли в фильме «Человек-муравей и Оса: Квантомания» (2023).

### Киновселенная Marvel
- В сцене после титров фильма «Человек-муравей и Оса: Квантомания» (2023) агенты организации «Управление временными изменениями» (УВИ) Локи и Мобиус М. Мобиус посещают представление, организованное Виктором Таймли (в исполнении Джонатана Мейджорса) в 1893 году[7][8][9][10][11][12].
- Мейджорс повторил свою роль Виктора Таймли во втором сезоне мини-сериала «Локи», транслируемого на стриминговом сервисе Disney+[13][14][15][16][17].

### Видеоигры
Виктор Таймли появлился как вариант скина для Канга в качестве персонажа в игре Lego Marvel Super Heroes 2 (2017) и был озвучен Питером Серафиновичем. Злодей игры (ещё один Канг), используя определённые места во времени и пространстве (включая город Таймли), формирует Хронополис — мириады 17 локаций (состоящих из вариаций Древнего Египта, апокалиптического Асгарда, Аттилана, Хели, Империи Гидры, К’ун-Л’ун, Забвения, Лемурия, Болота Лешего, Манхэттена, альтернативной версии Средневековой Англии, Нуар Манхэттена, Нуэва-Йорка 2099, Старого Запада, Сакаара, Ваканды и Ксандара, связанных между собой временем и пространством.

## Комментарии
1. ↑  Из-за плавающей хронологической последовательности, данная дата считается современностью.